# Markhove
Markhove is een gehucht in de Belgische gemeente Kortemark, in de provincie West-Vlaanderen. Het ligt langs de weg naar Ichtegem, zo'n twee kilometer ten noorden van het dorpscentrum van Kortemark en een kleine kilometer ten noorden van het gehucht Pereboom.

## Geschiedenis
De naam is afkomstig van de vroegere heerlijkheid van Markhove. Het zou een van de oudste nederzettingen in Kortemark zijn en uit de vroege middeleeuwen stammen; anderzijds dateert de oudste vermelding van de heerlijkheid pas uit 1485. Het toponiem komt van de oude dorpsnaam "Mark" en "hof". Het hof en de heerlijkheid Markhove waren een leen van het hof van Wijnendale. Binnen het ambacht Kortemark behield Markhove een zekere zelfstandigheid met een baljuw en schepenbank.
De heerlijkheid behoorde vanaf 1485 aan de familie van Schore. In de tweede helft van de 17de eeuw was hier al vermelding van een windmolen, de Markhovemolen. In 1731 ging de heerlijkheid over aan de familie van Croix. De Ferrariskaart uit de jaren 1770 toont het gehucht Marckhove en de windmolen.
Op het eind van het ancien régime kwam Markhove in de gemeente Kortemark te liggen. De gronden van de voormalige heerlijkheid ging in 1820 naar de familie Montmorency-Luxembourg. Halverwege de 19de eeuw vonden de Zusters van Vincentius à Paulo dat voor schoolkinderen de afstand van Markhove naar het centrum te groot was, en rond 1860 kocht men een grond en huis aan en opende men een wijkschooltje in Markhove. Rond 1887 werden de kronkelende wegen langs Markhove naar Ichtegem vervangen door een nieuwe kasseiweg met een recht tracé. Het tracé werd dwars door het vroegere foncier of "Hof van Markhove" getrokken, waardoor enkele hoevegebouwen aan de andere kant van de straat kwamen te liggen. Langs de rechtgetrokken weg werden nieuwe school- en kloostergebouwen opgetrokken.
Tijdens Eerste Wereldoorlog werd de Markhovemolen verwoest. Tijdens de Duitse bezetting van de Tweede Wereldoorlog werd in 1944 de school ingericht als gevangenkamp en in augustus werden er Russische politieke gevangen en krijgsgevangen overgebracht; een 40-tal ontsnapten begin september.